# Championnat du Mozambique de football 2022
Navigation
Saison 2021 Saison 2023
La saison 2022 du Championnat du Mozambique de football est la quarante-cinquième édition du championnat de première division au Mozambique. Les douze meilleurs clubs du pays sont regroupés au sein d'une poule unique où ils s'affrontent deux fois, à domicile et à l'extérieur. En fin de saison, les trois derniers sont relégués en deuxième division.
L'Associação Black Bulls est le tenant du titre. Comme il n'y a pas eu de promotion cette saison le championnat passe à 12 équipes.
La date limite d'inscription aux compétitions continentales se situant vers le milieu du championnat, c'est le championnat 2020 qui est pris en compte. Associação Black Bulls représentera le Mozambique en Ligue des champions de la CAF 2022-2023 et le vice-champion, Clube Ferroviário da Beira, disputera la Coupe de la confédération 2022-2023.
L'União de Songo remporte son troisième titre de champion du Mozambique en terminant à la première place.

## Les clubs participants
- CD Costa do Sol
- Ferroviario de Nacala
- Clube Ferroviário de Maputo
- AD Vilankulo
- Clube Ferroviário de Nampula
- Incomati Xinavane
- Clube Ferroviário da Beira
- Liga Desportiva de Maputo
- União de Songo
- Associação Black Bulls
- CD Matchedje
- Ferroviario Lichinga

## Compétition

### Classement
Le barème utilisé pour établir le classement est le suivant :
- Victoire : 3 points
- Match nul : 1 point
- Défaite, forfait ou abandon : 0 point

| Rang | Équipe                        | Pts | J  | G  | N  | P  | Bp | Bc | Diff |
| ---- | ----------------------------- | --- | -- | -- | -- | -- | -- | -- | ---- |
| 1    | União de Songo                | 50  | 22 | 15 | 5  | 2  | 34 | 9  | +25  |
| 2    | Associação Black Bulls T      | 49  | 22 | 15 | 4  | 3  | 45 | 18 | +27  |
| 3    | Clube Ferroviário de Nampula  | 40  | 22 | 12 | 4  | 6  | 25 | 19 | +6   |
| 4    | Clube Ferroviário de Maputo C | 33  | 22 | 9  | 6  | 7  | 23 | 16 | +7   |
| 5    | Clube Ferroviário da Beira    | 29  | 22 | 6  | 11 | 5  | 25 | 19 | +6   |
| 6    | Ferroviario Lichinga          | 28  | 22 | 8  | 4  | 10 | 21 | 23 | -2   |
| 7    | CD Costa do Sol               | 28  | 22 | 8  | 4  | 10 | 22 | 27 | -5   |
| 8    | AD Vilankulo                  | 26  | 22 | 7  | 5  | 10 | 21 | 30 | -9   |
| 9    | Ferroviario de Nacala         | 26  | 22 | 8  | 2  | 12 | 20 | 29 | -9   |
| 10   | Incomati Xinavane             | 22  | 22 | 4  | 10 | 8  | 12 | 23 | -11  |
| 11   | CD Matchedje                  | 17  | 22 | 4  | 5  | 13 | 16 | 38 | -22  |
| 12   | Liga Desportiva de Maputo     | 15  | 22 | 3  | 6  | 13 | 13 | 26 | -13  |

|  | Qualification pour la Ligue des champions de la CAF 2023-2024                                   |
|  | Qualification pour la Coupe de la confédération 2023-2024                                       |
|  | Relégation                                                                                      |
|  | T : Tenant du titre C : Vainqueur de la Coupe du Mozambique P : Club promu de deuxième division |

- Comme le championnat se termine après la date d'inscription aux compétitions continentales, c'est l'Associação Black Bulls champion en 2020, qui représente le pays en Ligue des champions de la CAF et Clube Ferroviário da Beira en coupe de la confédération 2022-2023.

## Bilan de la saison
| Championnat du Mozambique de football 2022                             |                             |
| Champion                                                               | União de Songo (3e titre)   |
| Coupes et trophées                                                     |                             |
| Vainqueur de la Coupe du Mozambique 2022                               | Clube Ferroviário de Maputo |
| Qualifications continentales                                           |                             |
| Ligue des champions de la CAF 2022-2023                                | Associação Black Bulls      |
| Ligue des champions de la CAF 2023-2024                                | União de Songo              |
| Coupe de la confédération 2022-2023                                    | Clube Ferroviário da Beira  |
| Coupe de la confédération 2023-2024                                    | Clube Ferroviário de Maputo |
| Promotions et relégations                                              |                             |
| Promus en Moçambola                                                    | Baía Pemba FC               |
| Promus en Moçambola                                                    | Matchedje de Maputo         |
| Promus en Moçambola                                                    | Ferroviário de Quelimane    |
| Relégués en Championnat du Mozambique de football de deuxième division | Incomati Xinavane           |
| Relégués en Championnat du Mozambique de football de deuxième division | CD Matchedje Mocuba         |
| Relégués en Championnat du Mozambique de football de deuxième division | Liga Desportiva de Maputo   |